# Universiteit van Illinois te Chicago

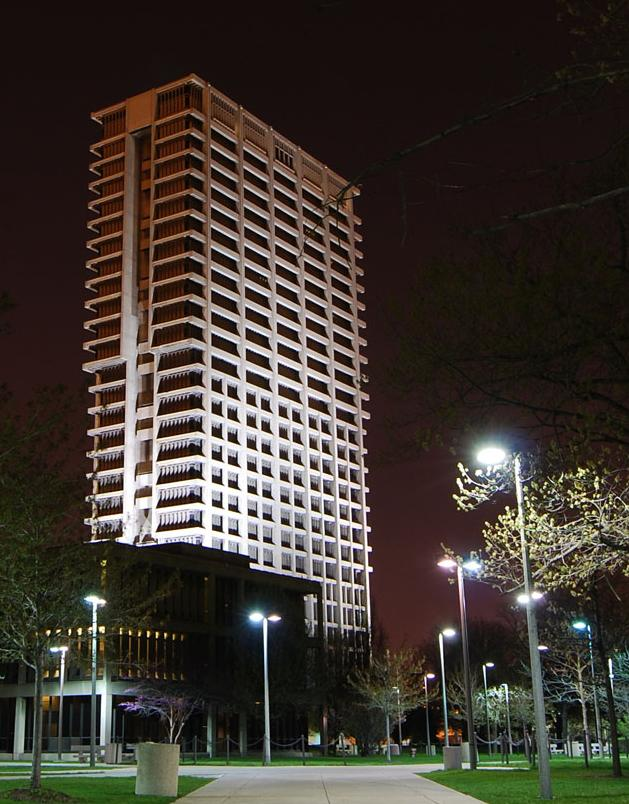
University Hall, het hoogste gebouw van de universiteit gelegen op de oost-campus.

De Universiteit van Illinois te Chicago (UIC) is een openbare Amerikaanse universiteit die deel uitmaakt van het Universiteit van Illinois-systeem. De universiteit is gevestigd in Chicago en is met 25.000 studenten de grootste universiteit van Chicago. De universiteit bestaat uit 15 faculteiten, waaronder de grootste medische faculteit van de Verenigde Staten.
De universiteit is op loopafstand van het centrum en de Loop van Chicago gevestigd, met als voornaamste campussen de oost-campus en west-campus. De west-campus valt samen met het Illinois Medical District en kent voornamelijk gezondheidszorg-gerelateerde opleidingen. De oost-campus, met het kenmerkende 28 verdiepingen tellende University Hall, is een verzamelplaats van het grootste deel van de overige faculteiten, waaronder bedrijfskunde, psychologie en de technische faculteit.
Het onderzoeksbudget van de Universiteit van Illinois te Chicago bedraagt meer dan $290 miljoen dollar op jaarbasis, en UIC staat op de 48e plek van grootste ontvangers van Amerikaans federaal onderzoeksgeld.
De universiteit publiceert onder meer het tijdschrift Behavior and Social Issues.
Naast een opleidingsziekenhuis speelt UIC's medische faculteit ook een belangrijke rol bij het onderhouden van het gezondheidszorgsysteem van Illinois en met name Chicago.
Naar schatting heeft 1 op de 10 inwoners van Chicago aan de Universiteit van Illinois te Chicago gestudeerd.